# فیلیپ نیدلمن
فیلیپ نیدلمن (انگلیسی: Philip Needleman؛ ۱۰ فوریهٔ ۱۹۳۹ – ۲۵ مارس ۲۰۲۴) داروشناس اهل ایالات متحده آمریکا بود. او از برندگان جایزه آکادمی ملی علوم بود.